# Guy Rewenig
Guy Rewenig (ur. 31 sierpnia 1947 w Luksemburgu) – luksemburski pisarz, tworzący w języku luksemburskim, niemieckim i francuskim. Autor pierwszej powieści napisanej w języku luksemburskim.

## Działalność
Z wykształcenia jest pedagogiem. Pracował jako nauczyciel w szkole podstawowej, dziennikarz, publicysta, obecnie utrzymuje się z pisarstwa i publicystyki. Jego powieść Mass mat dräi Hären została przetłumaczona na francuski.
Rewenig od 1963 r. pracował jako dziennikarz, publikując artykuły na łamach luksemburskiej gazety Luxemburger Wort. W 1970 r. opublikował pierwszą sztukę teatralną, Interview oraz tom opowiadań pt. Als der Feigenbaum verdorrte. W 1985 wydał powieść pod tytułem Hannert dem Atlantik, która zdobyła miano pierwszej powieści w języku luksemburskim. Zachęcony powodzeniem, Rewenig napisał w kolejnych latach następne powieści, w których wyrażał swoje lewicujące poglądy.
Uważa się go, obok Rogera Manderscheida, za prekursora pisania prozy artystycznej tworzonej w języku luksemburskim.
W 2006 r. otrzymał nagrodę literacką fundacji Servais za książkę dla dzieci, zatytułowaną Passt die Maus ins Schneckenhaus?. Cztery lata później otrzymał ponownie wyróżnienie fundacji Servais za powieść, pt. Sibiresch Eisebunn (powieść została opublikowana pod pseudonimem Tania Naskandy).
W 2000 r. Guy Rewenig oraz Roger Manderscheid założyli wspólnie wydawnictwo Ultimomondo.

## Wybrane dzieła
- Hannert dem Atlantik, 1985
- Gemëschte Chouer, 1987
- Mass mat dräi Hären, 1989
- Grouss Kavalkad, 1991
- Vakanz am Pazifik, 1998
- Frëndlech Banditten, 2001
- Zikatriss, 2001
- Lackéiert Elefanten, 2001